# توي بوي
توي بوي (بالإنجليزية: Toy Boy)‏ هو مسلسل دراما إسباني من إنتاج أتريسميديا وبطولة كريستينا كاستانيو وماريا بيدرازا. تم عرض الموسم الأول من المسلسل في سبتمبر 2019.

## وصلات خارجية
- توي بوي على موقع IMDb (الإنجليزية)
- توي بوي على موقع روتن توميتوز (الإنجليزية)
- توي بوي على موقع نتفليكس (الإنجليزية)
- توي بوي على موقع فيلمافينيتي (الإسبانية)
- توي بوي على موقع كينوبويسك (الروسية)
- توي بوي على موقع قاعدة بيانات الفيلم (الإنجليزية)